# Protaetia speculifera
Protaetia speculifera är en skalbaggsart som beskrevs av Olof Peter Swartz 1817. Protaetia speculifera ingår i släktet Protaetia och familjen Cetoniidae. Inga underarter finns listade i Catalogue of Life.